# Sulimov
Sulimov (en allemand : Silimow, précédemment : Sillimow) est une commune du district de Kroměříž, dans la région de Zlín, en République tchèque. Sa population s'élevait à 152 habitants en 2025.

## Géographie
Sulimov se trouve à 8 km au sud du centre de Kroměříž, à 18 km à l'ouest de Zlín, à 60 km à l'est de Brno et à 235 km au sud-est de Prague.
La commune est limitée par Bařice-Velké Těšany au nord, par Karolín au nord-est, par Nová Dědina au sud-est et au sud, et par Vrbka à l'ouest.

## Histoire
La première mention écrite de la localité date de 1353.

## Transports
Par la route, Sulimov se trouve à 10 km de Kroměříž, à 25 km de Zlín, à 74 km de Brno et à 281 km de Prague.